# Julius von Zerboni di Sposetti
Julius von Zerboni di Sposetti (* 15. August 1805 in der späteren preußischen Provinz Posen; † 9. August 1884) war ein Schriftsteller.
Seine Familie zog 1816 nach Österreich. Nach verschiedenen Gymnasien arbeitete er als Accessist bei der k. k. Hofkriegsbuchhaltung und bewirtschaftete dann mehrere Güter in Mähren und Schlesien.
Seitdem er 1841 in Wien Mitglied der k. k. Landwirtschaftsgesellschaft war, gab er auch seine Lyrischen Blätter heraus. Um 1848 engagierte er sich in der Ordnungspartei.